# 小澗村
小澗村（こだにむら）は、かつて新潟県刈羽郡にあった村。

## 沿革
- 1889年（明治22年）4月1日 - 町村制施行に伴い刈羽郡小島村、山澗村が合併し、小澗村が発足。
- 1901年（明治34年）11月1日 - 刈羽郡北条村、南条村、広田村、長鳥村と合併し、北条村を新設して消滅。